# Jessica Miclat
Jessica Anne Delgado Miclat (* 8. November 1998 in Pomona, Kalifornien) ist eine in den USA geborene philippinische Fußballspielerin.

## Karriere

### Vereine
In ihrer Zeit am College spielte sie von 2016 bis 2019 für die Mannschaft der UC Irvine Anteaters.
Ihr erster Klub danach war dann in Dänemark der Erstligist AaB, dem sie sich im Februar 2021 anschloss. Bereits im September 2021 zog sie aber schon weiter um sich auf Zypern Aris Limassol anzuschließen. Ihr Vertrag hier überdauerte aber auch nur bis zum Ende des Jahres. Nach einer längeren Zeit ohne Klub ist sie seit Anfang 2023 nun in Schweden bei Eskilstuna United unter Vertrag.

### Nationalmannschaft
Durch ihren Vater aus Sampaloc ist sie für die philippinische Nationalmannschaft spielberechtigt. Ihr Debüt hier hatte sie dann bereits im Jahr 2018, wo sie mit ihrer Mannschaft an der Asienmeisterschaft 2018 teilnahm und dort in jeder Partie des Teams in der Startelf stand. Auch in den Qualifikationsspielen zur Asienmeisterschaft 2022 war sie dabei und zog mit ihren Mitspielerinnen in die Endrunde ein. Hier erzielte sie in der Vorrunde ein Tor und erreichte am Ende mit ihrem Team erstmals in deren Geschichte das Halbfinale. Damit erreichte die Nationalmannschaft ebenso erstmals sich für die Endrunde der Weltmeisterschaft 2023 zu qualifizieren.